# Flavio Decio
Flavio Decio (latino: Flavius Decius; fl. 529-546) è stato un politico bizantino.
Appartenente alla famiglia dei Decii, Decio era figlio di Basilio Venanzio (console del 508) e fratello di Decio Paolino (console nel 534). Fu nominato console ordinario senza collega nel 529.
Nel dicembre 546 era patricius a Roma, quando fuggì dalla città, assieme a Bessa e Basilio, in occasione dell'arrivo del re dei Goti, Totila; è probabile che, come gli altri, si sia rifugiato a Costantinopoli.